# Бодо, Рихард
Рихард Бодо (венг. Bodó Richárd; род. 13 марта 1993, Матесалька, Сабольч-Сатмар-Берег) — венгерский гандболист, выступает за гандбольный клуб «Пик» и сборную Венгрии по гандболу. Участник летних Олимпийских игр 2024 года.

## Карьера

### Клубная
Рихард Бодо дебютировал в первом венгерском дивизионе в составе «Дунаферр». В 2011 году перешел в «Татабанью». В сезонах 2014/15 и 2015/16 годов становился бронзовым призёром венгерской лиги. Был лучшим бомбардиром своей команды со 148 и 166 голами соответственно по двум сезонам. На международном уровне пять раз подряд участвовал в розыгрыше Кубка ЕГФ.
С 2016 года выступает за «Пик». В этом венгерском клубе Бодо в 2018 году стал «Гандболистом года Венгрии». Трижды становился чемпионом Венгрии (2019, 2021 и 2022 годы) и один раз обладателем Кубка (2019). Ежегодно участвовал в Лиге чемпионов ЕГФ, где выходил в четвертьфинал в 2017 и 2018 годах.

### Международная карьера в сборной
В составе сборной Венгрии Бодо дебютировал в матче против Германии 4 апреля 2014 года. Был включен в состав на чемпионаты Европы 2016 года (12-е место), 2018 года (14-е место) и 2022 года (15-е место), а также на чемпионаты мира 2017 (7-е место), 2019 (10-е место) и 2021 (5-е место) годов.
В августе 2024 года был включён в состав Венгрии для участия в Олимпийском турнире по гандболу. Сборная Венгрии, сыграв пять матчей не смогла выйти из группы B, а игроки команды завершили участие в турнире.